# Tomáš Andres
Tomáš Andres (* 12. dubna 1996) je český lední hokejista hrající na pozici středního útočníka. V dorostu hrál nejprve za klub HC Slovan Ústí nad Labem, nicméně ještě v této věkové kategorie, před sezónou 2011/2012 přestoupil do dorostu pražské Slavie. Za ni pak hrál i mezi juniory. Do prvního mužstva Slavie přišel před sezónou 2014/2015. Během ní ještě odehrál i některé zápasy za juniory. Počínaje sezónou 2015/2016 byl stálým členem mužského výběru tohoto pražského klubu, a to až do začátku listopadu 2015, kdy v něm kvůli nenaplněným očekávání, které do něj vedení pražského celku vkládalo, skončil. Odešel na hostování do Ústí nad Labem, kde ihned ve svém prvním utkání rozhodl celý zápas. Na počátku ledna roku 2016 se ale z Ústí nad Labem vrátil zpět do Slavie.